# Miniatura (malarstwo)

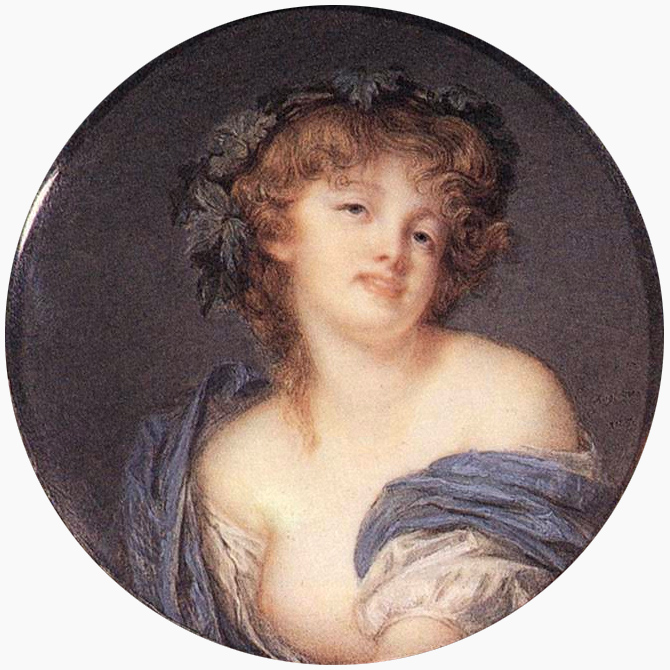
Jacques Jean-Baptiste Augustin, Bachantka, 1799 (śr. 8 cm)

Miniatura (łac. minium) – obraz bardzo małego formatu, zazwyczaj portret.
Malarstwo miniaturowe zaczęto uprawiać w XV w., jego rozkwit nastąpił w XVI-wiecznej Europie, a szczyt popularności przypadał na XVIII i XIX w. Było modne zarówno wśród arystokracji, jak i mieszczaństwa.
Miniatury malowali tacy mistrzowie, jak Hans Holbein (młodszy), Lucas Cranach starszy, Jean Clouet, a w Polsce Marcello Bacciarelli, Wincenty de Lesseur, Jan Nepomucen Głowacki, Józef Kosiński, Stanisław Marszałkiewicz, Aleksander Kucharski.
Najczęściej stosowaną techniką miniaturzystów była akwarela, gwasz lub tempera, którymi malowano na pergaminie, emalii, porcelanie, kości słoniowej i metalowych płytkach. Zdobiono nimi medaliony, brosze, bransolety, tabakierki. Stanowiły cenne podarunki i rodzinne pamiątki; miniaturowe portrety wykorzystywano często w celach matrymonialnych.
W drugiej połowie XIX wieku rozpowszechnienie dagerotypii i innych technik fotograficznych spowodowało stopniowy zanik tej formy twórczości, a miniatury stały się przedmiotem kolekcjonerstwa.

## Galeria

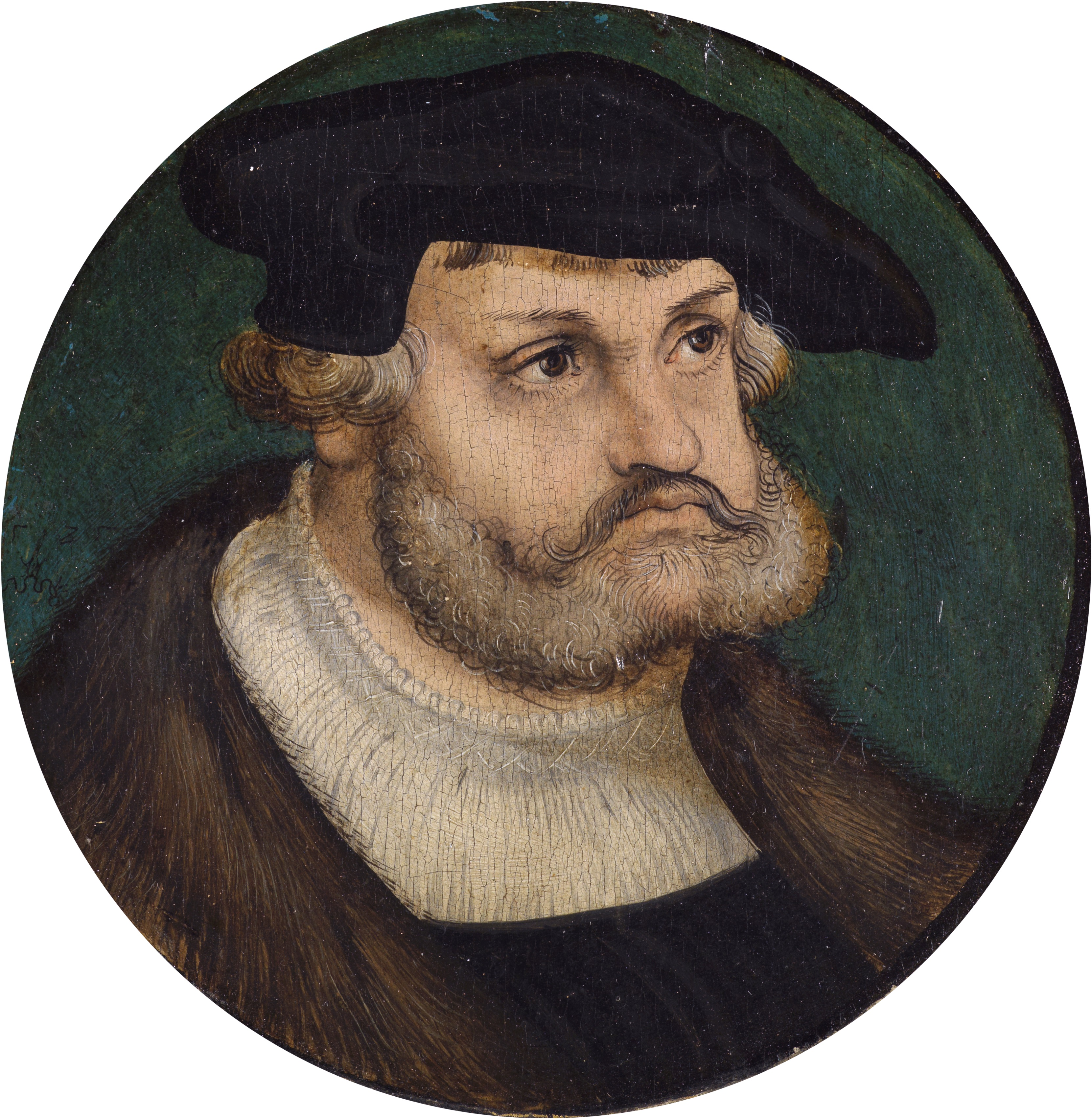
Lucas Cranach starszy, Portret Fryderyka III Mądrego, 1525, średnica 11 cm
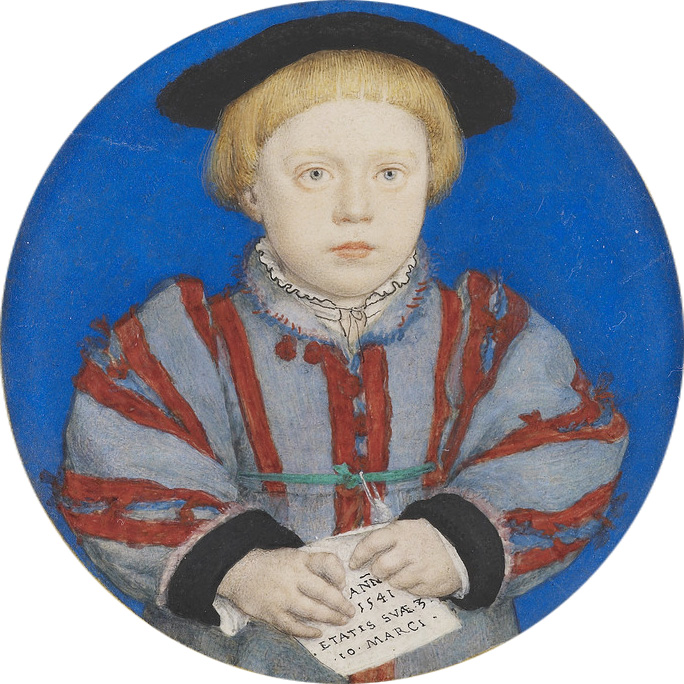
Hans Holbein (młodszy), Portret Charlesa Brandona 3. księcia Suffolk, 1541, akwarela na welinie, średnica 5,5 cm
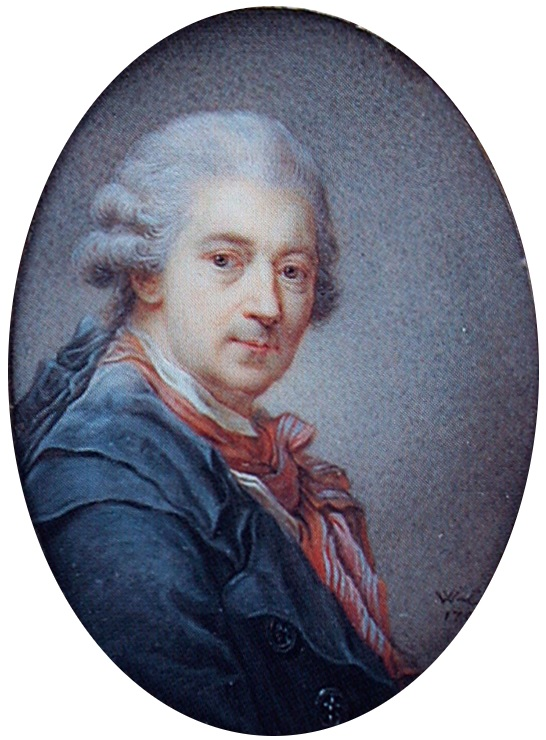
Wincenty de Lesseur, Portret Marcella Bacciarellego, 1794, akwarela i gwasz na kości słoniowej, 8,8 × 5 cm
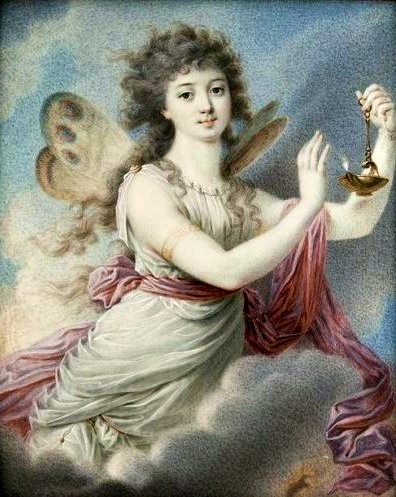
Wincenty de Lesseur, Zofia Czartoryska jako Psyche, 1797, gwasz, 14 × 11,4 cm
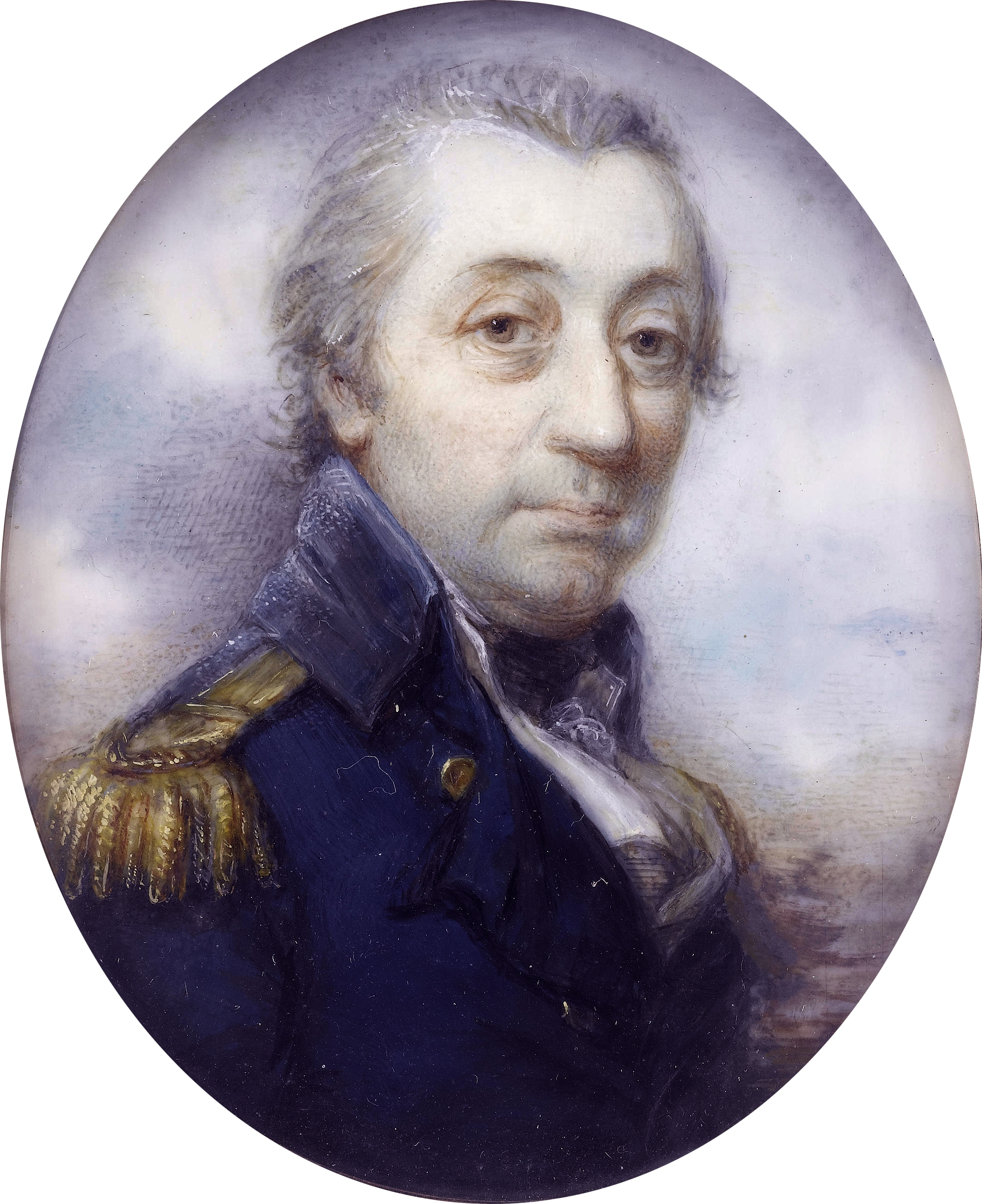
William Grimaldi, Portret Williama George’a Fairfaxa, 1798, emalia, średnica 7,6 cm
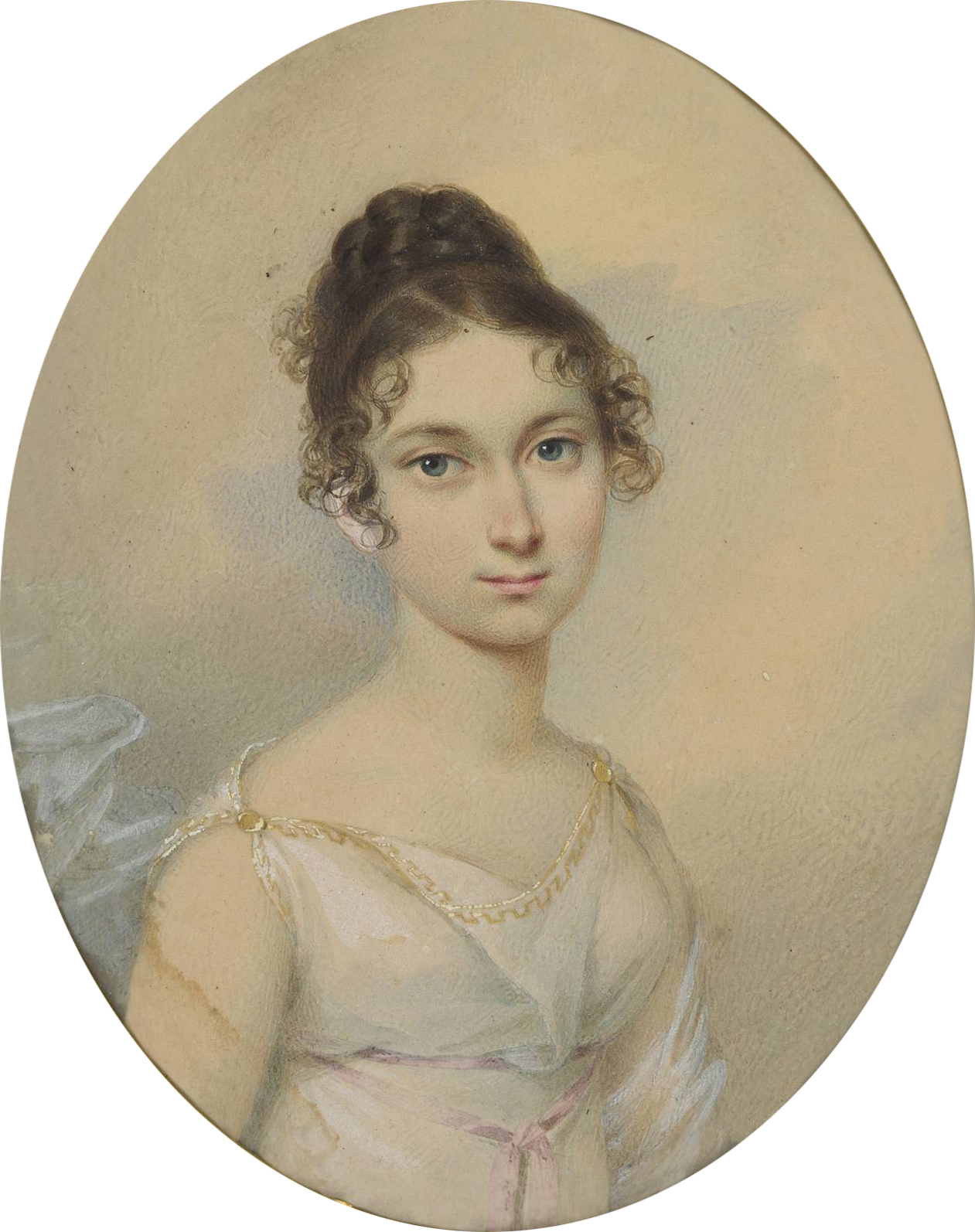
Stanisław Marszałkiewicz, Portret Anny Zofii Sapieżanki, 1812, 12,2 × 9,7 cm
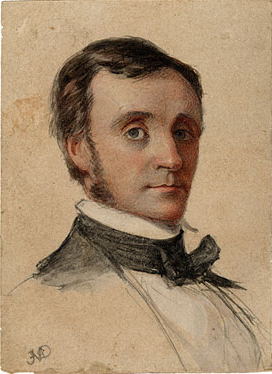
John Alexander McDougall, Portret Edgara Allena Poe, ok. 1846, akwarela na papierze, ok. 7,5 × 5 cm